# Prislov
Prislov je polnopomenska nepregibna besedna vrsta, ki opisuje okoliščine, v katerih poteka dejanje, izraženo z glagolom. 
Ločimo:
- krajevni prislov (vprašalnice kje?, kam?, kod?, od kod? ...): zunaj, domov ...
- časovni prislov (vprašalnica kdaj?): danes, zjutraj ...
- vzročni prislov (vprašalnice zakaj?, čemu? ...): zato ...
- načinovni prislov (vprašalnice kako?, koliko?, kolikokrat? ...): lepo, več, pogosto ...
- lastnostni prislov (vprašalnice kako?, koliko?, kolikokrat?, kolik…) glede na lastnost: dobro (je bilo), (oblečena je bila) barvito, hitro (je speljal) ...

## Vloga v stavku
- Zlasti prislovno določilo (ob povedku): Glasno govori. Včeraj je snežilo.
- Natančneje določa še:
  - pridevnik (zelo hiter),
  - prislov (včeraj zvečer),
  - samostalnik (pot navkreber; veliko vode).

Stopnjevati se da le načinovne prislove (npr. lepo, lepše, najlepše). 